# Erguer
Erguer. Estudantes da Galiza (en español "Levantar. Estudiantes de Galicia") es una asociación estudiantil gallega. Se define como una organización estudiantil gallega destinada a la defensa de los intereses del estudiantado, cuyo objetivo estratégico es lograr una enseñanza gallega, pública, de calidad, democrática y no heteropatriarcal. Políticamente hablando, dicen situarse en el campo de la izquierda nacionalista e independentista, buscando la constitución de una República Gallega independiente. Ha sido vinculada con el partido político BNG.

## Principios ideológicos
Erguer se define ideológicamente en el artículo 3 de sus estatutos como:
Nacionalista
Defiende y reivindica la soberanía plena de Galicia para así poder construir un sistema educativo público, popular y gallego.
Democrática
Trabaja por la autoorganización del estudiantado y que mediante el trabajo del mismo sea capaz de marcar las líneas a seguir y el trabajo a realizar para alcanzar su objetivo.
Popular
La lucha contra la desigualdad y la privatización de la educación causadas por el modelo económico capitalista. Apuestan por una educación pública y gratuita que garantice el derecho a la educación de las clases populares, superando los modelos que solo buscan la creación de mano de obra.
Feminista
Busca la superación del patriarcado a través de la lucha feminista y que conduzca a una igualdad efectiva entre géneros y a la superación de estos.
Asamblearia
Fomenta la participación del estudiantado en los distintos órganos de la organización, y que tome resoluciones de forma colectiva mediante un modelo democrático que no solo garantice la voz y el voto de sus componentes, sino que fomente su participación activa del debate y la planificación.
Movilizadora
Que no se limite a la simple exposición de ideas y palabras sino que abogue por la lucha mediante el conflicto, entendiendo este como único motor válido para cambiar la realidad.
Autoorganizada
Se concibe como una herramienta del estudiantado gallego, entendiendo que solo de esta manera podrá ser una organización autónoma, sin injerencias externas y con tiempos propios.
Inclusiva
Tendrá cabida cualquier estudiante independientemente de su edad, género, orientación sexual, religión, etnia o capacidades.
Ecologista
Aboga por un modelo de desarrollo ecológicamente sostenible y socialmente justo, sin destrucción ambiental y que reduzca las desigualdades dentro de cada país y entre países.
Internacionalista
Como organización internacionalista busca la igualdad entre los pueblos del mundo y el fin de las dinámicas de opresión y explotación de las naciones.

## Historia

### Fundación, asamblea constituyente y Primera Asamblea Nacional
El 2 de septiembre de 2015, en las Galerías Sargadelos de Santiago de Compostela, las organizaciones estudiantiles nacionalistas gallegas Comités, Liga Estudiantil Gallega y Agir hicieron una presentación llamando a un proyecto de unión del estudiantado gallego. Dicho proyecto se articularía en torno a una organización estudiantil única, que se constituiría a través de un proceso asambleario abierto, formado por las denominadas Asambleas de Base. Sin embargo, el 2 de febrero de 2016, representantes de las tres organizaciones nacionalistas anunciaron su fusión en una organización única, rompiendo unilateralmente con las Asambleas de Base (compuestas también de otros estudiantes no afiliados a Comités, LEG y Agir) que ellos mismos habían impulsado. Este hecho suscitó fuertes críticas, tanto en las propias Asambleas de Base como en el seno de otras organizaciones juveniles observadoras.
Erguer fue fundada oficialmente como resultado de la fusión de esas tres organizaciones el 6 de marzo de 2016 en una asamblea constituyente que tuvo lugar en el Pazo de Fonseca de la Universidad de Santiago. Tras su constitución, su primera acción pública fue la de convocar una huelga estudiantil en Galicia el 13 de abril de 2016. El 30 de octubre de ese año, realizaron un referéndum simbólico en una treintena de centros escolares gallegos a propósito de la LOMCE, una ley educativa española controversial datada de 2013, para, un año más tarde, convocar una huelga exigiendo su derogación en Galicia (tras haber decidido en abril de 2017, en el marco de su primera Asamblea Nacional, su postura oficial de rechazo taxativo de la ley).

### Segunda y Tercera Asambleas Nacionales
En marzo de 2018, la organización experimentó fuertes tensiones internas en el marco de su segunda Asamblea Nacional. Existían dos facciones políticas internas mayoritarias, una relacionada con Xeira, las juventudes de la FPG (vinculadas a Anova), y la otra a la UMG, las juventudes de la UPG (integradas en el BNG), siendo estos grupos rivales políticos en el contexto gallego. Finalmente, se impuso la facción vinculada a Xeira,  no sin que antes el grupo afín a la UMG crease una asociación al margen de la organización principal, Reforzar Erguer, desde la cual criticaron a los miembros de la otra facción (críticas que fueron contestadas por el grupo vinculado a Xeira). Las tensiones derivadas de la creación de este grupo extaorganizacional generaron preocupación en otras asociaciones juveniles gallegas vinculadas a Erguer, como Briga, que defendió la necesidad de mantener la pluralidad de opiniones y vinculaciones dentro de la organización estudiantil. El 19 de abril de 2018, Erguer convocó otra huelga estudiantil en Galicia. En abril de 2019, celebraron su tercera Asamblea Nacional.

### Cuarta Asamblea

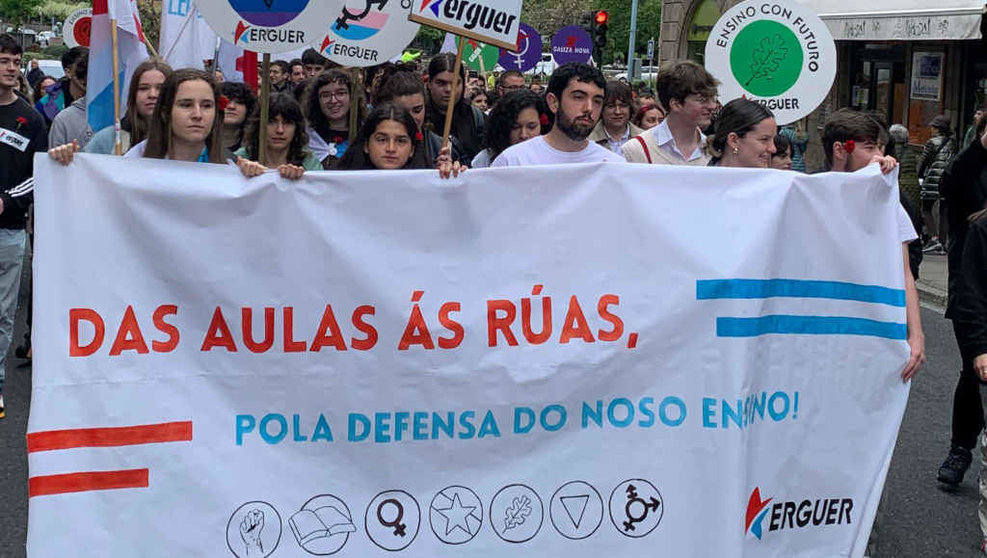
Cabecera de la manifestación del 25 de abril de 2023, en Santiago de Compostela.

El 5 de noviembre de 2022 Erguer celebra en Pontevedra su cuarta Asamblea Nacional. Uno de los objetivos fueron convocar una huelga estudiantil, que finalmente se concretó el 25 de abril de 2023. La huelga del 25 de abril fue la primera convocatoria propia en más de cinco años, desde noviembre de 2018.
El objetivo de la huelga era denunciar el progresivo deterioro de la educación y la aprobación de LOSU, que según la organización representaba un paso adelante en la privatización de la educación.
En 2023, en respuesta al aumento de precios en las cafeterías estudiantiles de la USC, Erguer convocó un paro de consumo de dos días en la cafetería de la Facultad de Filología, una de las primeras afectadas por el incremento. El 23 de noviembre, la organización convocó una concentración frente a la Administración de la USC. Finalmente, la organización consiguió negociar una rebaja de precios con la USC.
En octubre de 2024, organizaron una huelga por el derecho a la vivienda.

### Quinta Asamblea
El 2 de noviembre de 2024 Erguer organizó su quinta Asamblea Nacional. El 9 de abril de 2025, junto a la organización Fervenza y a los alumnos del grado de Trabajo Social de la USC, organizaron una manifestación por el derecho a la vivienda.

## Controversias

### Encubrimiento de agresiones sexuales
En abril de 2020, en el marco de su Tercera Asamblea Nacional, más de 70 estudiantes abandonaron Erguer tras conocerse el encubrimiento, por parte del sector de Erguer vinculado a la UMG, de una agresión sexual protagonizada por un militante de dicha organización y de Galiza Nova. Este militante fue expulsado antes de que saltase el escándalo debido el encubrimiento, por motivos no aclarados. La organización se defendió emitiendo un comunicado en el que concluían, en referencia a los acusadores, que era necesario reflexionar acerca de este tipo de situaciones en las que se instrumentaliza una organización para atender a intereses espurios.

### Acampada por Palestina de 2024
En mayo de 2024, como parte de las protestas estudiantiles internacionales por el fin del genocidio en Palestina, se convocó una Asamblea Abierta independiente en la USC, que concluyó al inicio de un cierre en la Facultad de Geografía e Historia. Esta asamblea abierta contó con la participación inicial de Erguer.
Tras valorar como improductiva su participación como organización en la asamblea abierta, Erguer decidió mantener una línea de movilizaciones y reivindicaciones propias, logrando una serie de concesiones por parte del equipo de gobierno de la USC. Estas concesiones incluyeron el reconocimiento por parte de la USC de que el conflicto había tomado la forma de genocidio, y el compromiso de revisar y suspender las relaciones con cualquier institución y empresa israelí que no asumiera explícitamente el contenido de la declaración.
La organización de la Asamblea Abierta criticó a Erger, al haber actuado unilateralmente, a pesar de haberlos querido expulsar, y haberse apropiado de la protesta. Según la Asamblea, los miembros participantes de Erguer incumplieron su promesa de no pretender sacar rédito político de la protesta. Además, criticaron los puntos del acuerdo firmado por Erguer y la USC, al considerarlos insuficientes.